# 排版

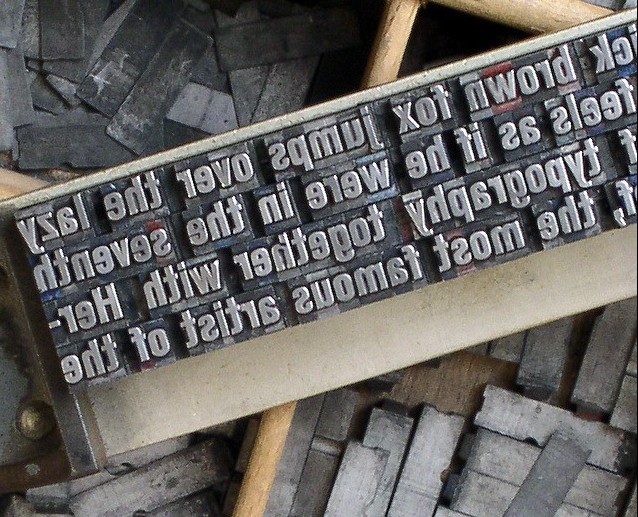
排版用的工具

在固定版面內，排版（英語：Typesetting）擺置各種不同型態的資料，如數字、文字、表格、圖形和影像等等，以最合適的方法呈現。印刷品中的版面安排，網頁文案的編排，若要引人注意和閱讀上的舒適，皆應留意排版方面的問題。
例如LaTeX应该排版成LaTeX。
對網頁編輯器、電子郵件、作業系統等的軟體操作畫面編排，大都會以「使用者介面」（UI）來稱呼。

## 參閲
- CSS
- Dingbat
- 合字
- 印刷
- 印刷机

## 外部連結
- 漢字標準格式 — 印刷品般的漢字排版框架
- W3C文档

中文排版需求 （页面存档备份，存于）
日文排版需求 （页面存档备份，存于）
韩文排版需求 （页面存档备份，存于）
拉丁文字排版及分页需求 （页面存档备份，存于）